# Rocket Lab Launch Complex 1
Koordinaten: 39° 15′ 39,2″ S, 177° 51′ 55,8″ O

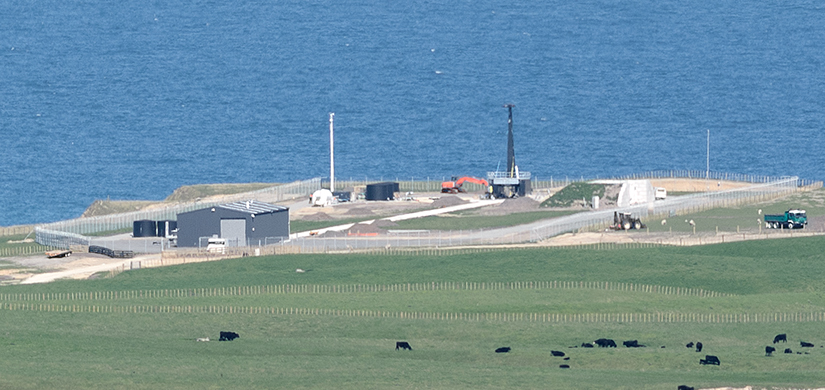
Rocket Lab Launch Complex 1 (September 2016)

Rocket Lab Launch Complex 1 ist ein privater Raketenstartplatz für die Trägerrakete Electron in Neuseeland. Betreiber ist die Firma Rocket Lab, die auch die Electron-Raketen herstellt. Rocket Lab Launch Complex 1 ist der erste und bislang einzige private Raketenstartplatz, von dem aus die Erdumlaufbahn erreicht wurde.

## Lage
Der Startplatz befindet sich auf einer Klippe der Māhia Peninsula im Wairoa District an der Ostküste der Nordinsel Neuseelands.

## Einrichtungen
Auf dem Gelände befinden sich die Startrampe für eine Electron-Rakete, ein Hangar, sowie Lagertanks für Flüssigsauerstoff und Kerosin. Eine zweite Startrampe (LC-1B) war ab Ende 2019 im Bau und ging im Februar 2022 in Betrieb.
Rocket Lab gibt an, dass künftig theoretisch alle 72 Stunden von Mahia aus gestartet werden könne.

## Geschichte
Die Firma Rocket Lab fertigt nicht nur die Electron-Rakete, sondern vermarktet auch deren Starts. Neben der Anmietung von existierenden Startplätzen in den USA war auch geplant, einen eigenen Startplatz zu errichten, damit die erwartete Anzahl von Starts durchgeführt werden könnte. Sechs Orte in Neuseeland waren in der engeren Wahl.
Im Jahr 2015 war noch geplant, den Startplatz am Kaitorete Spit in der Nähe des Lake Ellesmere / Te Waihora auf der Südinsel Neuseelands zu errichten. Angekündigt wurde dies am 1. Juli, die Inbetriebnahme war für Ende 2015 geplant. An diesem Ort hatte die NASA 1962 und 1963 Arcas-Höhenforschungsraketen gestartet. Kaitorete Spit hatte jedoch die Einschränkung, dass nicht nach Osten gestartet werden konnte, weil in der Startphase die nahegelegene Banks-Halbinsel überflogen würde. Damit wären Bahnen mit geringer Bahnneigung nicht möglich, sondern hauptsächlich polare und sonnensynchrone Umlaufbahnen, die nach Süden gestartet werden. Die Raketen sollten im nahen Christchurch gefertigt werden. Der Genehmigungsprozess zog sich jedoch in die Länge, so dass Rocket Lab nach Alternativen suchte.
Zu Rocket Labs Unterstützern gehörte auch der neuseeländische Unternehmer Michael Fay. Von seiner privaten Insel Great Mercury Island war schon 2009 eine suborbitale Rakete der Rocket Lab gestartet. Über Fay war Rocket Lab auf ein Gelände aufmerksam geworden, das der Tawapata South Maori Incorporation gehörte, und das im April 2015 zum ersten Mal besucht wurde. Die Verhandlungen mit den örtlichen Behörden verliefen wesentlich zügiger und erfolgreicher. Der erste Spatenstich in Mahia erfolgte im Dezember 2015. Unter anderem baute Rocket Lab 4 km neue Straßen und besserte 30 km aus. Die offizielle Eröffnung fand bereits am 27. September 2016 statt.
Der erste Start erfolgte am 25. Mai 2017. Bei der Mission It’s a test erreichte die Electron zwar den Weltraum, aber keine stabile Umlaufbahn. Der zweite Start unter der Bezeichnung Still Testing war am 21. Januar 2018 dann erfolgreich.